# Battaglia di Canton (1857)
La battaglia di Canton (28 dicembre 1857 - 1º gennaio 1858) fu la prima battaglia terrestre combattuta durante la seconda guerra dell'oppio: le forze cinesi della Dinastia Qing furono sconfitte da una forza congiunta di truppe britanniche e francesi, che si impossessarono della città di Canton.